# Bernard Violet
Bernard Violet, né le 28 juin 1949, est un journaliste et écrivain français, spécialisé dans les biographies, notamment connu pour celle qu'il a réalisée sur Alain Delon.

## Biographie
Né à Liglet en 1949, Bernard Violet est journaliste pendant onze ans sur TF1 et FR3.
Écrivain, il rédige de nombreuses biographies sulfureuses. « Ici, dès qu'on dit la vérité, on est sulfureux », affirme-t-il de son côté. « Certaines révélations ont pu me valoir des menaces et j'ai été poursuivi par Alain Delon et Jacques Vergès, mais ils ont été déboutés »,.
Certains de ses ouvrages ont fait l'objet d'une traduction en chinois, coréen, espagnol, grec, tchèque ou russe.

## Publications
- L'Affaire Nut : Mort d'un agent secret, Éditions Christian Chalmin-Carrère, 1986, 209 p. (ISBN 978-2-86804-311-5) (interdit à la vente en novembre 1986)[4]
- Services secrets. Le Pouvoir et les services de renseignements sous François Mitterrand (avec Jean Guisnel), La Découverte, 1988.
- Attachez vos ceintures. La Vérité sur la sécurité aérienne, Plon, 1990.
- L'affaire Ben Barka, Fayard, coll. Enquêtes, 1991, 398 p. (ISBN 978-2-213-02639-8), réédition Ponts n° 157, 1995, 520 p.
- Cousteau : une biographie, Fayard, coll. Enquêtes, 1993, 388 p. (ISBN 978-2-213-02915-3)
- Mort d'un pasteur : L'Affaire Doucé, Fayard, coll. Enquêtes, 1994, 308 p. (ISBN 978-2-213-03195-8)[5]
- avec Laïd Sammari, Enquête sur un ministre et ses amis, Paris, Éd. du Seuil, 1995, 252 p. (ISBN 2-02-023831-4, BNF 36683112) — Consacré à Gérard Longuet
- Carlos, les réseaux secrets du terrorisme international, Éd du Seuil, coll. Épreuve des faits, 1997, 367 p. (ISBN 978-2-02-023739-0)
- Le dossier Papon, Flammarion, coll. Docs, témoignages, essais, 1997, 300 p. (ISBN 978-2-08-067365-7)
- L'ami banquier : Le mystérieux conseiller de François Mitterrand, Albin Michel, coll. Documents, 1998, 323 p. (ISBN 978-2-226-10616-2) — Consacré au banquier Jean-Pierre François qui nie les faits[6]
- Les Mystères Delon : La biographie non autorisée, Flammarion, 2000, 564 p. (ISBN 978-2-08-068105-8)[7],[8], réédition J'ai Lu, 2001
- Vergès : Le maître de l'ombre (avec Robert Jegaden), Éd du Seuil, coll. Épreuve des faits, 2000, 285 p. (ISBN 978-2-02-031440-4)
- La Saga Monaco, Flammarion, 2002, 376 p. (ISBN 978-2-08-068161-4), réédition J'ai Lu, 2004, 445 p.
- Johnny : Le rebelle amoureux, Fayard coll. Documents, 2003, 519 p. (ISBN 978-2-7028-7494-3)
- Mylène Farmer : biographie, Fayard coll. Documents, 2004, 314 p. (ISBN 978-2-213-62034-3)
- L'abbé Pierre, Fayard, 2004, 441 p. (ISBN 978-2-213-61411-3)
- PPDA : biographie, Paris, Flammarion, 2005, 294 p. (ISBN 2-08-068498-1), réédition J'ai Lu, 2006
- Depardieu : l'insoumis, Fayard, 2006, 396 p. (ISBN 978-2-213-61678-0)
- Deneuve : l'Affranchie, Paris, Flammarion, coll. Documents, 2007, 477 p. (ISBN 978-2-08-068793-7)
- Jamel Debbouze : L'as de cœur, Paris, Fayard, 2008, 383 p. (ISBN 978-2-213-63199-8)
- Johnny et Sylvie, Monaco/Paris, Éd. Alphée-J.-P. Bertrand, 2008, 317 p. (ISBN 978-2-7538-0343-5, BNF 41373165)
- Les hommes de l'Élysée, Flammarion, coll. Docs, témoignages, essais, 2008 (ISBN 978-2-08-067772-3)
- La face cachée des people : Showbiz, Milieu, business et politique, Paris, l'Archipel, 2009, 321 p. (ISBN 978-2-8098-0181-1)
- Yannick Noah : Le guerrier pacifique, Paris, Fayard, 2009, 354 p. (ISBN 978-2-213-63200-1)
- Erratum XVI : Benoît XVI, Lausanne/Paris, Favre, 2009, 255 p. (ISBN 978-2-8289-1097-6, BNF 42095730)
- Jean-Jacques Goldman : un homme bien comme il faut, Paris, Flammarion, 2010, 403 p. (ISBN 978-2-08-122653-1)
- Malcolm, la princesse et le dromadaire, Paris, P. Rey, 2011, 185 p. (ISBN 978-2-84876-192-3)
- À la rencontre de Malcolm de Chazal : [entretiens], Paris, P. Rey, 2011, 187 p. (ISBN 978-2-84876-193-0)
- Mandela : un destin, Paris, First éd., 2011, 280 p. (ISBN 978-2-7540-1478-6)
- Johnny Hallyday pour les Nuls, Paris, First éd., 2012, 361 p. (ISBN 978-2-7540-2499-0)
- Les Derniers Mystères Delon. Tous ses secrets révélés, Paris, Robert Laffont, 2024, 680 p. (ISBN 978-2-2212-7770-6) Bernard Violet s'intéresse à la bisexualité présumée de Alain Delon, à ses relations avec la pègre et à son implication dans l'Affaire Marković[9]